# Andrey Vedenmeer
Andrey Vedenmeer, né en 1971 à Yalta en Ukraine, est un grimpeur ukrainien.

## Palmarès

### Championnats du monde
- 1995 à Genève,  Suisse
  -  Médaille d'or en vitesse

### Coupe du monde
- 1er place en 1998 et 2000.

### Championnats d'Europe
- 1996 à Paris,  France
  -  Médaille d'or en vitesse